# Гаджиев, Шамсаддин Гуммет оглы
Шамсаддин Гуммет оглы Гаджиев (азерб. Şəmsəddin Hümmət oğlu Hacıyev; род. 8 ноября 1950 году, село Лек, Уджарский район, Азербайджанская ССР) — азербайджанский государственный и политический деятель. Депутат Милли меджлиса Азербайджанской Республики III, IV и V созывов. Доктор экономических наук, профессор. Ректор Азербайджанского государственного экономического университета (2004—2014). Заслуженный деятель науки Республики Дагестан.

## Биография
Родился 8 ноября 1950 году в селе Лек, ныне Уджарского района Азербайджанской ССР. В 1966 году окончил среднюю школу и поступил учиться в Азербайджанский институт народного хозяйства имени Буниятзаде. В 1970 году после окончания института был направлен на работу экономистом в НИИ экономики при Азербайджанском государственном плановом комитете. В 1971 году поступил в аспирантуру этого же института и окончил её в 1974 году. С ноября 1974 года по февраль 1976 года проходил срочную военную службу в рядах Советской Армии.
После демобилизации до 1981 года продолжал работать в том же НИИ на должностях младшего научного сотрудника, старшего научного сотрудника и заведующего отделом. В ноябре 1986 года был избран на должность старшего преподавателя, доцента института народного хозяйства имени Буньядзаде. В 1989 году был назначен заведующим кафедрой «Экономика и управление торговлей». С 1993 по 2004 годы заведовал кафедрой «Маркетинг и внешнеэкономические связи».
В январе 1980 года защитил кандидатскую диссертацию на тему «Розничный товарооборот Азербайджанской ССР и пути совершенствования его планирования». Защита работы состоялась в Московском институте народного хозяйства имени Плеханова. Получил учёную степень кандидата экономических наук. С 1999 по 2001 годы был докторантом Института международных отношений Киевского национального университета имени Тараса Шевченко. В июне 2001 года в том же институте защитил докторскую диссертацию на тему «Формирование и развитие внешнеэкономической стратегии Азербайджана» и в том же году получил первую в республике учёную степень доктора экономических наук по специальности «Мировое хозяйство и международные экономические отношения».
В 1992 году получил учёное звание доцента, с 2004 года — профессор. Автор более 110 научных работ. Среди них 2 монографии, до 10 книг, 4 учебника и учебных пособия, более 60 научных статей, докладов, тезисов и других работ. Под его научным руководством подготовлено 15 кандидатов экономических наук, 1 доктор наук. В настоящее время является научным руководителем более 7 аспирантов и диссертантов и научным консультантом 3 докторских диссертаций.
В период университетской деятельности работал на ряде общественных работ. Был председателем профсоюзного комитета института, членом диссертационного совета Азербайджанского государственного экономического университета и диссертационного совета Тбилисского государственного университета, вице-президентом Ассоциации Маркетинга Азербайджана.
3 ноября 2004 года распоряжением Президента Азербайджана был назначен ректором Азербайджанского государственного экономического университета и проработал на этой должности до 5 марта 2014 года.
Член Партии «Новый Азербайджан». С сентября 2021 года председатель Сабаильского районного отделения партии.
С 2005 года трижды избирался депутатом Милли Меджлиса Азербайджанской Республики III, IV и V созывов. Являлся председателем комитета по науке и образованию Милли Меджлиса. Руководитель рабочей группы по межпарламентским связям Азербайджан—Словакия, член рабочих групп по межпарламентским связям Азербайджан—Федеративная Республика Германия, Азербайджан—Иран, Азербайджан—Украина.
Женат, воспитал одного ребёнка.

## Награды
- Орден «Слава» (10 ноября 2011 года) — за активное участие в общественно-политической жизни Азербайджанской Республики[5].
- Медаль «100-летие Азербайджанской Демократической Республики».
- Заслуженный деятель науки Республики Дагестан.
- Премия «Королева Виктория» (2007, Европейская бизнес-ассамблея и Европейский клуб ректоров)[6].
- Почётный доктор Венского международного университета (2007)[6].